# Marius (kráter)

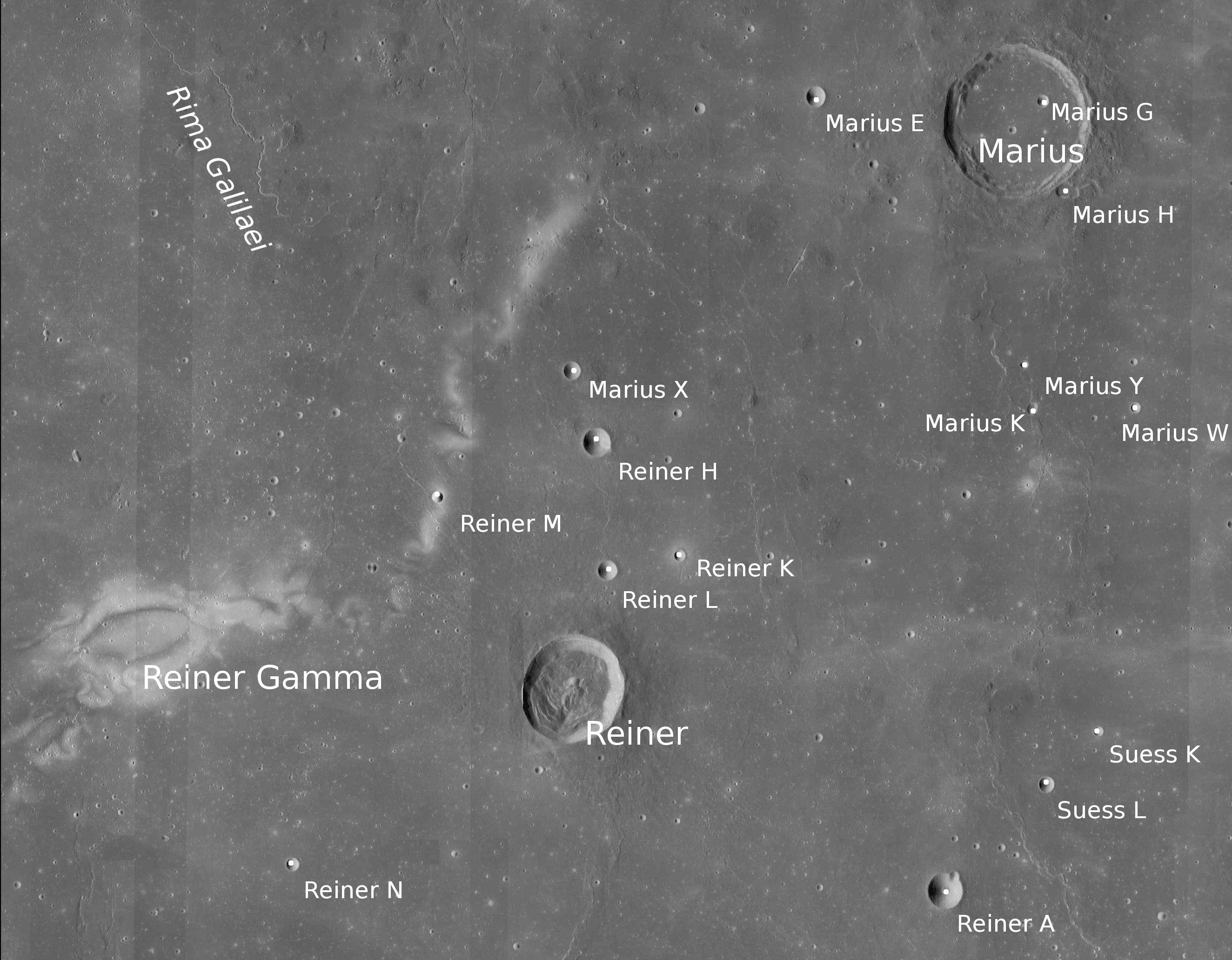
Krátery Marius a Reiner.

Marius je měsíční kráter ležící v oblasti Oceanus Procellarum. Pojmenován byl podle německého astronoma Simona Maria. Povrch na západě a severu od tohoto kráteru s velkým množstvím lunárních dómů rozesetých po ploše s průměrem více než 100 kilometrů bývá často nazýván jako Mariovy hory. Tyto dómy, jsou-li sopečné, mohou být tvořeny magmatem, které je více viskózní než čedičový sopečný materiál, který formoval měsíční moře. Nejbližším pojmenovaným kráterem je Reiner jihozápadním směrem.
Povrch kráteru Marius byl zaplaven čedičovou lávou a povrch je tedy relativně hladký a poměrně plochý. Centrální vyvýšeninu kráter nemá, v severovýchodní části plochého dna kráteru leží malý kráter s valem Marius G. Okraj kráteru Marius je nízký a poměrně kruhového tvaru.
Oblast tohoto kráteru byla jedním z míst, navržených pro mise programu Apollo, ale expedice byla následně zrušena. Asi 50 km na jihovýchod od kráteru je místo přistání sovětské sondy Luna 7.

## Satelitní krátery
V okolí kráteru se nachází několik menších kráterů. Ty byly označeny podle zavedených zvyklostí jménem hlavního kráteru a velkým písmenem abecedy.
| Marius | Sel. šířka | Sel. délka | Průměr |
| ------ | ---------- | ---------- | ------ |
| A      | 12.6° S    | 46.0° Z    | 15 km  |
| B      | 16.3° S    | 47.3° Z    | 12 km  |
| C      | 14.0° S    | 47.6° Z    | 11 km  |
| D      | 11.4° S    | 45.0° Z    | 9 km   |
| E      | 12.1° S    | 52.7° Z    | 6 km   |
| F      | 12.1° S    | 45.3° Z    | 6 km   |
| G      | 12.1° S    | 50.6° Z    | 3 km   |
| H      | 11.3° S    | 50.3° Z    | 5 km   |
| J      | 10.5° S    | 46.9° Z    | 3 km   |
| K      | 9.4° S     | 50.6° Z    | 4 km   |
| L      | 15.9° S    | 55.7° Z    | 8 km   |
| M      | 17.4° S    | 54.9° Z    | 6 km   |
| N      | 18.7° S    | 54.7° Z    | 4 km   |
| P      | 17.9° S    | 51.3° Z    | 4 km   |
| Q      | 16.5° S    | 56.2° Z    | 5 km   |
| R      | 13.6° S    | 50.3° Z    | 5 km   |
| S      | 13.9° S    | 47.1° Z    | 7 km   |
| U      | 9.6° S     | 47.6° Z    | 3 km   |
| V      | 9.9° S     | 48.3° Z    | 2 km   |
| W      | 9.4° S     | 49.7° Z    | 3 km   |
| X      | 9.7° S     | 54.9° Z    | 5 km   |
| Y      | 9.8° S     | 50.7° Z    | 2 km   |